# تارة
تارة هي عاملة إجتماعية ومنتجة أفلام وسياسية وممثلة هندية، ولدت في 4 مارس 1973 بكارناتاكا في الهند. من الجوائز التي نالتها جائزة فيلم فير جنوب وNational Film Award for Best Actress in a Leading Role ‏ سنة 2004 وFilmfare Award for Best Actress – Kannada ‏ سنة 2000 وFilmfare Award for Best Supporting Actress – Kannada ‏ سنة 2008.

## جوائز وترشيحات
جوائز
- جائزة فيلم فير جنوب
- National Film Award for Best Actress in a Leading Role [الإنجليزية]‏ (2004)
- Filmfare Award for Best Actress – Kannada [الإنجليزية]‏ (2000)
- Filmfare Award for Best Supporting Actress – Kannada [الإنجليزية]‏ (2008)

ترشيحات
- Filmfare Award for Best Supporting Actress – Kannada [الإنجليزية]‏ (2011)
- Filmfare Award for Best Supporting Actress – Kannada [الإنجليزية]‏ (2014)

## وصلات خارجية
- تارة على موقع IMDb (الإنجليزية)
- تارة على موقع قاعدة بيانات الفيلم (الإنجليزية)